# Snowshoe
Lo snowshoe è una razza di gatto ottenuta attraverso incroci tra siamesi e american shorthair bicolori. Il suo nome, "scarpe di neve", deriva dal colore dei piedi, sempre bianchi.

## Storia
I primi esemplari si ebbero a Philadelphia nel 1960, ma in breve questa razza fece scandalo tra gli allevatori di Siamesi che si erano impegnati per anni per togliere dai loro gatti le macchie bianche sui piedi, considerate difetti. La razza però si diffuse lentamente perché era difficile ottenere esemplari con un disegno giusto: il gene che porta il disegno dei Siamesi è recessivo, quindi un gatto snowshoe si può ottenere solo dopo qualche generazione.

## Aspetto fisico
Simile al siamese, ma di aspetto più robusto e di corporatura media. La testa è leggermente cuneiforme, con linea arrotondata. Le orecchie sono proporzionate alla grandezza della testa,con le punte arrotondate ed il naso è di media grandezza. Gli occhi sono azzurri, le zampe sono robuste, piccole e muscolose, mentre la coda è lunga circa come il corpo e va restringendo fino alla punta. Il colore del mantello è composto da aree marroni scure e chiare, ed in genere un'area bianca sulla gola. I piedi sono sempre bianchi.

## Carattere
È un gatto generalmente molto affettuoso con un temperamento molto dolce. Gli Snowshoe adorano la compagnia delle persone, a loro piace ricevere attenzione e vanno d’accordo con bambini e altri animali. Questi gatti sono molto socievoli e dimostrano grande affetto nei confronti dei loro proprietari, d’altro canto non amano essere lasciati da soli per molto tempo, in questo caso si consiglia l’adozione in coppia. Lo Snowshoe si esprime con un miagolio molto delicato, non forte come il Siamese. Questo gatto è noto anche per la sua intelligenza; possono imparare ad aprire vari tipi di porte, e imparare dei trucchi come riportare un giochino. Gli snowshoe adorano l’acqua, specialmente corrente a volte possono nuotare. Benché molto attivi, gli Snowshoe non sono agitati o fastidiosi e adorano rilassarsi in posti soprelevati.

## Cure
Ha un mantello corto, mancante di sottopelo, che non necessita di cure particolari, almeno una volta a settimana andrebbe spazzolato.